# Adoração Íntima
Adoração Íntima é o segundo álbum de estúdio do grupo Santa Geração, liderado por Antônio Cirilo, lançado em 2001 de forma independente. Dentre as canções, destacam-se "Sua Presença é Real" e "Teu Fluir é Melhor", esta última interpretada por Heloisa Rosa.

## Faixas
1. "Salmo 23"
2. "Rasgaste o meu véu"
3. "Sua presença é real"
4. "Teu fluir é melhor"
5. "Quando o dia chegar"
6. "Canção da santidade"
7. "Não passes de mim Senhor"
8. "Levanta-te Senhor"
9. "Salmo 126"